# Ruska carska vojska
Ruska carska vojska naziv je za kopnene oružane snage Ruskog Carstva djelatne u razdoblju između 1721. i početka Oktobarske revolucije 1917. godine. Utemeljio ju je car Petar Veliki od tatarskih postrojbi okupljenih za vladavine Ivana Groznog.
Ranih 1850.-ih činilo ju je 900 000 stalnih vojnika i 250 000 rezervista, popunjenih uglavnom iz redova Kozaka, dok je tijekom Prvog svjetskog rata narasla do između 12 i 15 milijuna pripadnika. Posljednji živući veteran Ruske carske vojske, Ukrajinac Mihail Kričevski, preminuo je 2008. godine.
Tijekom Napoleonskih ratova unutar Vojske bila je uspostavljena Carska straža pod zapovjedištvom Velikog kneza od Konstantinopola. Uz Kozake, posebne konjičke i pješačke postrojbe činili su Baškirici i Tatari.
Nakon ruskog poraza u Krimskom ratu ministar rata Dimitrij Milutin uveo je vojne reforme prema kojima je zabranjeno novačenje djece te su uspostavljeni vojni okruzi zaduženi za obuku novaka. Od tada su se mogli vojačiti samo tjelesno sposobni muškarci stariji od 20 godina. Iako se reformom željelo usavršiti vojno osoblje i podići tjelesna sprema, reforme nisu zaživjele.
Više od 100 000 vojnika borilo se tijekom Boksačkog ustanka u Mandžuriji, uglavnom uzduž željezničkih pruga nad kojima je Rusija nastojala uspostaviti nadzor. Vojnici Carske vojske borili su se i u Bitci na Amuru te sudjelovali u ruskoj invaziji na sjevernu i srednju Mandžuriju. 
Članovi vojske sudjelovali su i u Rusko-japanskom ratu u kojemu su doživjeli teške poraze, najteže kod Opsade Port Arthura i Mukdenske bitke. I prije tih poraza, između 1883. i 1903. ugušeno je više od 1500 pobuna, ustanaka i prosvjeda u vojnim redovima.
Izbijanjem Prvoga svjetskog rata car Nikola II. postavio je svog rođaka za zapovjednika vojske. U općoj mobilizaciji unovačeni su milijuni muškaraca raspoređeni u 115 udarnih brigada koje su se borile na Istočnom bojištu i u Galiciji, gdje su u Bitki kod Tannenberga doživjele težak poraz. 
Nakon Oktobarske revolucije vojska je raspuštena te se manji dio revolucionara i bivših vojnika priključilo u redove Crvene armije.